# Copa Mundial de Fútbol Playa FIFA 2009
La Copa Mundial de Fútbol Playa de FIFA 2009 fue la quinta edición de la Copa Mundial de Fútbol Playa de FIFA. El torneo se desarrolló en Dubái, Emiratos Árabes Unidos.

## Equipos participantes
| Clasificatorios | Clasificatorios | Clasificatorios | Clasificatorios | Clasificatorios | Clasificatorios |
| --------------- | --------------- | --------------- | --------------- | --------------- | --------------- |
| CAF             | AFC             | UEFA            | Concacaf        | OFC             | Conmebol        |

| Equipos participantes | Equipos participantes  | Equipos participantes | Equipos participantes |
| --------------------- | ---------------------- | --------------------- | --------------------- |
| Argentina             | Costa Rica             | Islas Salomón         | Portugal              |
| Baréin                | El Salvador            | Italia                | Rusia                 |
| Brasil                | Emiratos Árabes Unidos | Japón                 | Suiza                 |
| Costa de Marfil       | España                 | Nigeria               | Uruguay               |

## Primera fase

### Grupo A
| Equipo                 | Pts | PJ | PG | PG+ | PP | GF | GC | Dif |
| ---------------------- | --- | -- | -- | --- | -- | -- | -- | --- |
| Uruguay                | 6   | 3  | 2  | 0   | 1  | 12 | 8  | 4   |
| Portugal               | 6   | 3  | 2  | 0   | 1  | 14 | 8  | 6   |
| Emiratos Árabes Unidos | 3   | 3  | 1  | 0   | 2  | 12 | 12 | 0   |
| Islas Salomón          | 3   | 3  | 1  | 0   | 2  | 9  | 19 | -10 |

Uruguay clasificó primero debido a que le ganó a Portugal.

| 16 de noviembre de 2009, 13:30 (UTC+4) | Uruguay                                                  | 6:7                       | Islas Salomón                                              | Playa Jumeirah (Cancha 2), Dubái                               |                                                                |
|                                        | Ricar 3' 31' · Martin 10' 28' · Pampero 29' · Fabián 31' | ( 2:4, 0:3, 4:0 ) Reporte | Laua 5' 14' 15' · Hosea 8' · Makaa 8' · Wale 10' · Omo 21' | Asistencia: 150 espectadores Árbitro(s): Fabio Polito (Italia) | Asistencia: 150 espectadores Árbitro(s): Fabio Polito (Italia) |

| 16 de noviembre de 2009, 19:30 (UTC+4) | Emiratos Árabes Unidos                                                                 | 5:7                       | Portugal                                                                       | Playa Jumeirah, Dubái                                             |                                                                   |
|                                        | Al Mesaabi 1' · Sadeqi 6' · Alabadla 8' · K. Albalooshi 25' (pen.) · I. Albalooshi 28' | ( 3:0, 0:2, 2:5 ) Reporte | Ze María 20' · Belchior 24' (pen.) · Madjer 27' 31' 33' · Alan 27' · Birlo 28' | Asistencia: 5.000 espectadores Árbitro(s): Serdar Akcer (Turquía) | Asistencia: 5.000 espectadores Árbitro(s): Serdar Akcer (Turquía) |

| 17 de noviembre de 2009, 15:00 (UTC+4) | Portugal     | 1:2                       | Uruguay     | Playa Jumeirah, Dubái                                           |                                                                 |
|                                        | Belchior 18' | ( 0:1, 1:0, 0:1 ) Reporte | Coco 7' 35' | Asistencia: 900 espectadores Árbitro(s): Tasuku Onodera (Japón) | Asistencia: 900 espectadores Árbitro(s): Tasuku Onodera (Japón) |

| 17 de noviembre de 2009, 19:30 (UTC+4) | Islas Salomón | 1:7                       | Emiratos Árabes Unidos                                                                                         | Playa Jumeirah, Dubái                                                |                                                                      |
|                                        | Hale 1'       | ( 1:2, 0:3, 0:2 ) Reporte | K. Albalooshi 1' 6' · I. Albalooshi 13' · Alabadla 22' · Rami Al Mesaabi 24' · Qambar Sadeqi 30' · Ranjbar 31' | Asistencia: 4.000 espectadores Árbitro(s): Sylvain Palhies (Francia) | Asistencia: 4.000 espectadores Árbitro(s): Sylvain Palhies (Francia) |

| 18 de noviembre de 2009, 16:30 (UTC+4) | Portugal                                                        | 6:1                       | Islas Salomón | Playa Jumeirah, Dubái                                                  |                                                                        |
|                                        | Madjer 1' 6' · Ze Maria 10' · Belchior 29' 32' · Bruno Novo 36' | ( 3:1, 0:0, 3:0 ) Reporte | Hosea 12'     | Asistencia: 2.000 espectadores Árbitro(s): Afgan Hamzayev (Azerbaiyán) | Asistencia: 2.000 espectadores Árbitro(s): Afgan Hamzayev (Azerbaiyán) |

| 18 de noviembre de 2009, 19:30 (UTC+4) | Emiratos Árabes Unidos | 0:4                       | Uruguay                                 | Playa Jumeirah, Dubái                                                 |                                                                       |
|                                        |                        | ( 0:2, 0:0, 0:2 ) Reporte | Ricar 2' 34' · Pampero 10' · Martin 28' | Asistencia: 6.000 espectadores Árbitro(s): Alexander Berezkin (Rusia) | Asistencia: 6.000 espectadores Árbitro(s): Alexander Berezkin (Rusia) |

### Grupo B
| Equipo          | Pts | PJ | PG | PG+ | PP | GF | GC | Dif |
| --------------- | --- | -- | -- | --- | -- | -- | -- | --- |
| Japón           | 8   | 3  | 2  | 1   | 0  | 15 | 9  | 6   |
| España          | 6   | 3  | 2  | 0   | 1  | 21 | 14 | 7   |
| Costa de Marfil | 3   | 3  | 1  | 0   | 2  | 15 | 18 | -3  |
| El Salvador     | 0   | 3  | 0  | 0   | 3  | 11 | 21 | -10 |

| 16 de noviembre de 2009, 15:00 (UTC+4) | Costa de Marfil                                   | 7:6                       | El Salvador                                                   | Playa Jumeirah, Dubái                                              |                                                                    |
|                                        | Enounou 1' 21' 26' 27' 36' · Daniel 12' · Aka 23' | ( 2:5, 2:0, 3:1 ) Reporte | Hernández 7' 29' · Ruiz 7' (pen.) · Torres 8' · Velásquez 11' | Asistencia: 100 espectadores Árbitro(s): Istvan Meszaros (Hungría) | Asistencia: 100 espectadores Árbitro(s): Istvan Meszaros (Hungría) |

| 16 de noviembre de 2009, 18:00 (UTC+4) | España                                                               | 5:5                            | Japón                                          | Playa Jumeirah, Dubái                                                 |                                                                       |
|                                        | Oda 7' (a.g.) · Juanma 18' · Javier Torres 22' · Nico 24' · Wayo 39' | ( 1:0, 3:3, 0:1, 1:1 ) Reporte | Toma 14' · Tamata 15' 26' · Higa 16' · Oda 38' | Asistencia: 3.500 espectadores Árbitro(s): Javier Bentancor (Uruguay) | Asistencia: 3.500 espectadores Árbitro(s): Javier Bentancor (Uruguay) |

| Definición por penales |                  |     |                  |          |
| Nico                   | Acierto de penal | 1:1 | Acierto de penal | Yamauchi |
| Juanma                 | Acierto de penal | 2:2 | Acierto de penal | Makino   |
| Kuman                  | Fallo de penal   | 2:3 | Acierto de penal | Higa     |

| 17 de noviembre de 2009, 13:30 (UTC+4) | Japón                              | 3:2                       | Costa de Marfil        | Playa Jumeirah (Cancha 2), Dubái                                   |                                                                    |
|                                        | Makino 11' · Toma 26' · Tabata 32' | ( 1:1, 0:1, 2:0 ) Reporte | Aka 10' · Quattara 17' | Asistencia: 200 espectadores Árbitro(s): Sergejus Slyva (Lituania) | Asistencia: 200 espectadores Árbitro(s): Sergejus Slyva (Lituania) |

| 17 de noviembre de 2009, 16:30 (UTC+4) | El Salvador             | 3:7                       | España                                                                                  | Playa Jumeirah, Dubái                                                 |                                                                       |
|                                        | Ruiz 7' 14' · Garay 22' | ( 1:1, 2:3, 0:3 ) Reporte | Amarelle 7' · J. Torres 14' 31' · Nico 15' · C. Torres 22' · Wayo 26' · Javi Millos 34' | Asistencia: 1.500 espectadores Árbitro(s): Juan Rodríguez (Argentina) | Asistencia: 1.500 espectadores Árbitro(s): Juan Rodríguez (Argentina) |

| 18 de noviembre de 2009, 13:30 (UTC+4) | España                                                                                                 | 9:6                       | Costa de Marfil                                       | Playa Jumeirah, Dubái                                            |                                                                  |
|                                        | Wayo 3' · Amarelle 11' 14' · Kuman 17' · Juanma 17' 28' · Torres 19' · Coulibaly 25' (a.g.) · Nico 28' | ( 2:3, 4:1, 3:2 ) Reporte | Kabletchi 4' 25' · Diomande 10' · Enounou 10' 17' 36' | Asistencia: 600 espectadores Árbitro(s): René de la Rosa (Chile) | Asistencia: 600 espectadores Árbitro(s): René de la Rosa (Chile) |

| 18 de noviembre de 2009, 13:30 (UTC+4) | Japón                                                                                | 7:2                       | El Salvador                | Playa Jumeirah (Cancha 2), Dubái                                   |                                                                    |
|                                        | Kawaharazuka 4' · Toma 6' · Maezono 7' 13' · Makino 8' · Oda 22' (pen.) · Tabata 27' | ( 4:0, 2:1, 1:1 ) Reporte | Hernández 22' · Torres 36' | Asistencia: 350 espectadores Árbitro(s): Abbas Alshammari (Kuwait) | Asistencia: 350 espectadores Árbitro(s): Abbas Alshammari (Kuwait) |

### Grupo C
| Equipo     | Pts | PJ | PG | PG+ | PP | GF | GC | Dif |
| ---------- | --- | -- | -- | --- | -- | -- | -- | --- |
| Rusia      | 6   | 3  | 2  | 0   | 1  | 11 | 5  | 6   |
| Italia     | 5   | 3  | 1  | 1   | 1  | 7  | 6  | 1   |
| Argentina  | 5   | 3  | 1  | 1   | 1  | 11 | 6  | 5   |
| Costa Rica | 0   | 3  | 0  | 0   | 3  | 2  | 14 | -12 |

Italia clasificó debido a que le ganó a Argentina.

| 16 de noviembre de 2009, 15:00 (UTC+4) | Argentina                       | 2:3                            | Italia                                       | Playa Jumeirah, Dubái                                                             |                                                                                   |
|                                        | E. Hilaire 15' · S. Hilaire 20' | ( 0:0, 2:1, 0:1, 0:1 ) Reporte | Palmacci 19' · Pasquali 25' · Carotenuto 37' | Asistencia: 2.500 espectadores Árbitro(s): Faisal Sallam (Emiratos Árabes Unidos) | Asistencia: 2.500 espectadores Árbitro(s): Faisal Sallam (Emiratos Árabes Unidos) |

| 16 de noviembre de 2009, 16:30 (UTC-4) | Rusia                                                                               | 5:1                       | Costa Rica         | Playa Juemirah, Dubái                                              |                                                                    |
|                                        | Krasheninnikov 6' (pen.) · Shkarin 10' · Leonov 13' · Shishin 17' · Shakhmelyan 18' | ( 2:0, 3:0, 0:1 ) Reporte | Cameron 29' (pen.) | Asistencia: 2.500 espectadores Árbitro(s): René de la Rosa (Chile) | Asistencia: 2.500 espectadores Árbitro(s): René de la Rosa (Chile) |

| 17 de noviembre de 2009, 13:30 (UTC-4) | Costa Rica | 0:6                       | Argentina                                                         | Playa Juemirah, Dubái                                              |                                                                    |
|                                        |            | ( 0:0, 0:3, 0:3 ) Reporte | F. Hilaire 14' 28' · E. Hilaire 15' · Dallera 19' 36' · Minci 30' | Asistencia: 550 espectadores Árbitro(s): Abbas Alshammari (Kuwait) | Asistencia: 550 espectadores Árbitro(s): Abbas Alshammari (Kuwait) |

| 17 de noviembre de 2009, 18:00 (UTC-4) | Italia      | 1:3                       | Rusia                                         | Playa Juemirah, Dubái                                           |                                                                 |
|                                        | Palmacci 2' | ( 1:0, 0:0, 0:3 ) Reporte | Leonov 25' · Shkarin 28' · Krasheninnikov 28' | Asistencia: 3.000 espectadores Árbitro(s): Rubén Eiriz (España) | Asistencia: 3.000 espectadores Árbitro(s): Rubén Eiriz (España) |

| 18 de noviembre de 2009, 15:00 (UTC+4) | Costa Rica  | 1:3                      | Italia                                          | Playa Jumeirah (Cancha 2), Dubái                                   |                                                                    |
|                                        | Sterling 9' | ( 1:2, 0:0,0:1 ) Reporte | Feudi 8' · Carotenuto 10' (pen.) · Palmacci 35' | Asistencia: 200 espectadores Árbitro(s): Istvan Meszaros (Hungría) | Asistencia: 200 espectadores Árbitro(s): Istvan Meszaros (Hungría) |

| 18 de noviembre de 2009, 15:00 (UTC+4) | Rusia                           | 3:3                            | Argentina                            | Playa Jumeirah, Dubái                                             |                                                                   |
|                                        | Shaykov 3' 13' · Shakhmelyan 5' | ( 2:1, 1:0, 0:2, 0:0 ) Reporte | Franceschini 3' · F. Hilaire 26' 36' | Asistencia: 2.500 espectadores Árbitro(s): Serdar Akcer (Turquía) | Asistencia: 2.500 espectadores Árbitro(s): Serdar Akcer (Turquía) |

| Definición por penales |                  |     |                  |            |
| Leonov                 | Acierto de penal | 1:1 | Acierto de penal | E. Hilaire |
| Shishin                | Acierto de penal | 2:2 | Acierto de penal | Leguizamón |
| Shkarin                | Acierto de penal | 3:3 | Acierto de penal | Galván     |
| Makarov                | Fallo de penal   | 3:4 | Acierto de penal | Minici     |

### Grupo D
| Equipo  | Pts | PJ | PG | PG+ | PP | GF | GC | Dif |
| ------- | --- | -- | -- | --- | -- | -- | -- | --- |
| Brasil  | 9   | 3  | 3  | 0   | 0  | 23 | 8  | 15  |
| Suiza   | 6   | 2  | 2  | 0   | 1  | 15 | 11 | 4   |
| Nigeria | 3   | 3  | 1  | 0   | 2  | 16 | 21 | -5  |
| Baréin  | 0   | 3  | 0  | 0   | 3  | 9  | 23 | -14 |

| 16 de noviembre de 2009, 13:30 (UTC+4) | Suiza                                                                | 6:5                       | Baréin                                              | Playa Jumeirah, Dubái                                                   |                                                                         |
|                                        | Stanković 7' 32' · Schirinzi 11' · Spaccarotella 12' 35' · Jäggy 34' | ( 3:1, 0:2, 3:2 ) Reporte | Salem 2' (pen.) 16' 34' · Abdulla 17' · Mubarak 27' | Asistencia: 2.000 espectadores Árbitro(s): Erick Chavarria (Costa Rica) | Asistencia: 2.000 espectadores Árbitro(s): Erick Chavarria (Costa Rica) |

| 16 de noviembre de 2009, 21:00 (UTC+4) | Brasil                                                                                               | 11:5                      | Nigeria                                     | Playa Jumeirah, Dubái                                             |                                                                   |
|                                        | Sidney 1' 23' · Bueno 2' · Benjamín 7' · André 9' · Daniel 12' 26' · Bruno 15' 26' 27' · Betinho 28' | ( 5:2, 2:0, 4:3 ) Reporte | Olawale 1' 30' · Tale 5' 30' · Ibenegbu 35' | Asistencia: 2.500 espectadores Árbitro(s): Petro Ivanov (Ucrania) | Asistencia: 2.500 espectadores Árbitro(s): Petro Ivanov (Ucrania) |

| 17 de noviembre de 2009, 15:00 (UTC+4) | Nigeria               | 2:7                       | Suiza                                                     | Playa Jumeirah (Cancha 2), Dubái                                 |                                                                  |
|                                        | Olawale 14' · Abu 17' | ( 0:5, 2:2, 0:0 ) Reporte | Spaccarotella 1' · Stanković 1' 7' 14' 16' · Jaeggy 3' 7' | Asistencia: 350 espectadores Árbitro(s): René de la Rosa (Chile) | Asistencia: 350 espectadores Árbitro(s): René de la Rosa (Chile) |

| 17 de noviembre de 2009, 21:00 (UTC+4) | Baréin        | 1:8                       | Brasil                                                                           | Playa Jumeirah, Dubái                                                 |                                                                       |
|                                        | Almughawi 36' | ( 0:4, 0:1, 1:3 ) Reporte | Buru 1' 3' 4' 29' · Bruno 10' · Daniel Souza 22' (pen.) · André 31' · Daniel 36' | Asistencia: 4.000 espectadores Árbitro(s): Alexander Berezkin (Rusia) | Asistencia: 4.000 espectadores Árbitro(s): Alexander Berezkin (Rusia) |

| 18 de noviembre de 2009, 18:00 (UTC+4) | Nigeria                                                                                   | 9:3                       | Baréin                      | Playa Jumeirah, Dubái                                          |                                                                |
|                                        | Ezimorah 4' · Tale 8' · Agu 8' 9' · Ibenegbu 12' 21' · Abu 16' · Usman 30' · Okemmiri 34' | ( 5:1, 2:1, 2:1 ) Reporte | Salem 6' 35' · Aldoseri 22' | Asistencia: 3.500 espectadores Árbitro(s): Geng Zhiwei (China) | Asistencia: 3.500 espectadores Árbitro(s): Geng Zhiwei (China) |

| 18 de noviembre de 2009, 21:00 (UTC+4) | Brasil                                          | 4:2                       | Suiza            | Playa Jumeirah, Dubái                                                             |                                                                                   |
|                                        | Benjamin 10' 31' (pen.) · André 29' · Bruno 35' | ( 1:1, 0:0, 3:1 ) Reporte | Stanković 1' 26' | Asistencia: 6.000 espectadores Árbitro(s): Faisal Sallam (Emiratos Árabes Unidos) | Asistencia: 6.000 espectadores Árbitro(s): Faisal Sallam (Emiratos Árabes Unidos) |

## Segunda fase

### Cuadro general
|  | Cuartos de final | Cuartos de final |        |          | Semifinales     | Semifinales     |         |              | Final           | Final           |  |
|  | 20 de noviembre  | 20 de noviembre  |        |          | 21 de noviembre | 21 de noviembre |         |              | 22 de noviembre | 22 de noviembre |  |
|  |                  |                  |        |          |                 |                 |         |              |                 |                 |  |
|  |                  |                  |        |          |                 |                 |         |              |                 |                 |  |
|  | Uruguay (t.s.)   | 3                |        |          |                 |                 |         |              |                 |                 |  |
|  | Uruguay (t.s.)   | 3                |        |          |                 |                 |         |              |                 |                 |  |
|  | España           | 2                |        |          |                 |                 |         |              |                 |                 |  |
|  | España           | 2                |        | Uruguay  | 4               |                 |         |              |                 |                 |  |
|  |                  |                  |        | Uruguay  | 4               |                 |         |              |                 |                 |  |
|  |                  |                  | Suiza  | 7        |                 |                 |         |              |                 |                 |  |
|  | Rusia            | 2                | Suiza  | 7        |                 |                 |         |              |                 |                 |  |
|  | Rusia            | 2                |        |          |                 |                 |         |              |                 |                 |  |
|  | Suiza            | 4                |        |          |                 |                 |         |              |                 |                 |  |
|  | Suiza            | 4                |        |          |                 |                 |         | Suiza        | 5               |                 |  |
|  |                  |                  |        |          |                 |                 |         | Suiza        | 5               |                 |  |
|  |                  |                  | Brasil | 10       |                 |                 |         |              |                 |                 |  |
|  | Japón            | 1                | Brasil | 10       |                 |                 |         |              |                 |                 |  |
|  | Japón            | 1                |        |          |                 |                 |         |              |                 |                 |  |
|  | Portugal         | 2                |        |          |                 |                 |         |              |                 |                 |  |
|  | Portugal         | 2                |        | Portugal | 2               |                 |         | Tercer lugar | Tercer lugar    |                 |  |
|  |                  |                  |        | Portugal | 2               |                 |         | Tercer lugar | Tercer lugar    |                 |  |
|  |                  |                  | Brasil | 8        |                 |                 |         |              |                 |                 |  |
|  | Brasil           | 6                | Brasil | 8        |                 |                 | Uruguay | 7            |                 |                 |  |
|  | Brasil           | 6                |        |          |                 |                 | Uruguay | 7            |                 |                 |  |
|  | Italia           | 4                |        |          |                 |                 |         |              | Portugal        | 14              |  |
|  | Italia           | 4                |        |          |                 |                 |         |              | Portugal        | 14              |  |
|  |                  |                  |        |          |                 |                 |         |              |                 |                 |  |

### Cuartos de final
| 20 de noviembre de 2009, 16:30 (UTC+4) | Japón      | 1:2                       | Portugal                  | Playa Jumeirah, Dubái                                                 |                                                                       |
|                                        | Uehara 26' | ( 0:0, 0:1, 1:1 ) Reporte | Madjer 17' · Belchior 36' | Asistencia: 5.000 espectadores Árbitro(s): Javier Bentancor (Uruguay) | Asistencia: 5.000 espectadores Árbitro(s): Javier Bentancor (Uruguay) |

| 20 de noviembre de 2009, 18:00 (UTC+4) | Rusia                     | 2:4                       | Suiza                            | Playa Jumeirah, Dubái                                             |                                                                   |
|                                        | Makarov 13' · Shishin 23' | ( 0:1, 2:2, 0:1 ) Reporte | Stanković 4' 13' 24' · Meier 33' | Asistencia: 6.000 espectadores Árbitro(s): Ivo De Moraes (Brasil) | Asistencia: 6.000 espectadores Árbitro(s): Ivo De Moraes (Brasil) |

| 20 de noviembre de 2009, 19:30 (UTC+4) | Brasil                                               | 6:4                       | Italia                          | Playa Jumeirah, Dubái                                           |                                                                 |
|                                        | Sidney 6' · André 11' 17' 31' · Bruno 25' · Buru 36' | ( 2:0, 1:1, 3:3 ) Reporte | Pasquali 17' 26' (pen.) 26' 31' | Asistencia: 6.000 espectadores Árbitro(s): Rubén Eiriz (España) | Asistencia: 6.000 espectadores Árbitro(s): Rubén Eiriz (España) |

| 20 de noviembre de 2009, 21:00 (UTC+4) | Uruguay                           | 3:2                            | España                             | Playa Jumeirah, Dubái                                             |                                                                   |
|                                        | Martin 18' · Ricar 27' (pen.) 37' | ( 0:0, 1:0, 1:2, 1:0 ) Reporte | Amarelle 28' · Cristian Torres 32' | Asistencia: 6.000 espectadores Árbitro(s): Tasuku Onodera (Japón) | Asistencia: 6.000 espectadores Árbitro(s): Tasuku Onodera (Japón) |

### Semifinales
| 21 de noviembre de 2009, 19:30 (UTC+4) | Portugal             | 2:8                       | Brasil                                                                                              | Playa Jumeirah, Dubái                                             |                                                                   |
|                                        | Bilro 13' · Alan 34' | ( 0:4, 1:2, 1:2 ) Reporte | Sidney 4' · Benjamin 8' · Bruno 12' · Daniel 19' (pen.) · Betinho 24' · Buru 24' · Daniel Souza 34' | Asistencia: 6.000 espectadores Árbitro(s): Tasuku Onodera (Japón) | Asistencia: 6.000 espectadores Árbitro(s): Tasuku Onodera (Japón) |

| 21 de noviembre de 2009, 21:00 (UTC+4) | Suiza                                                                  | 7:4                       | Uruguay                                       | Playa Jumeirah, Dubái                                                |                                                                      |
|                                        | Stanković 3' 12' 26' 29' · Spaccarotella 20' · Leu 30' · Rodrigues 36' | ( 2:0, 1:1, 4:3 ) Reporte | Martin 24' 31' (pen.) · Coco 27' · Matias 36' | Asistencia: 5.000 espectadores Árbitro(s): Sergejus Slyva (Lituania) | Asistencia: 5.000 espectadores Árbitro(s): Sergejus Slyva (Lituania) |

### Tercer lugar
| 22 de noviembre de 2009, 19:30 (UTC+4) | Uruguay                                                                                        | 7:14                      | Portugal | Playa Jumeirah, Dubái                                                             |                                                                                   |
|                                        | Coco 6' · Pampero 13' · Matias 18' · Alan 22' (a.g.) · Ricar 24' · Fabián 26' (pen.) · Oli 32' | ( 1:4, 4:6, 2:4 ) Reporte | Torres 3' 5' 26' · Madjer 6' 13' 22' 24' 30' 36' 37' · José María 11' (pen.) · Miguel 16' (a.g.) · Coimbra 20' | Asistencia: 6.000 espectadores Árbitro(s): Faisal Sallam (Emiratos Árabes Unidos) | Asistencia: 6.000 espectadores Árbitro(s): Faisal Sallam (Emiratos Árabes Unidos) |

### Final
| 22 de noviembre de 2009, 21:00 (UTC+4) | Suiza                                                                 | 5:10                      | Brasil                                                                                                  | Playa Jumeirah, Dubái                                           |                                                                 |
|                                        | Jaeggy 9' · Meier 30' · Rodrigues 31' · Schirinzi 34' · Stanković 36' | ( 1:4, 0:4, 4:2 ) Reporte | André 6' 23' · Betinho 8' 23' · Buru 8' 15' · Daniel 12' · Benjamin 18' · Sidney 31' (pen.) · Bueno 36' | Asistencia: 6.000 espectadores Árbitro(s): Rubén Eiriz (España) | Asistencia: 6.000 espectadores Árbitro(s): Rubén Eiriz (España) |

|                           |
| Bandera de Brasil         |
| Campeón Brasil 4.º título |

## Goleadores
Para la designación del ganador de la Bota de Oro, se tomaron en cuenta en primera instancia los goles (GF), seguido por las asistencias de goles realizadas (AST) y finalmente la menor cantidad de partidos jugados (PJ).

| Jugador         | Selección       | GF | AST | PJ |
| --------------- | --------------- | -- | --- | -- |
| Dejan Stanković | Suiza           | 16 | 2   | 6  |
| Madjer          | Portugal        | 13 | 1   | 5  |
| Buru            | Brasil          | 8  | 5   | 6  |
| Ludovic Ehounou | Costa de Marfil | 8  | 2   | 3  |
| André           | Brasil          | 8  | 2   | 6  |
| Bruno           | Brasil          | 8  | 1   | 6  |
| Ricar           | Uruguay         | 7  | 1   | 6  |
| Martín          | Uruguay         | 6  | 2   | 6  |
| Rashed Salem    | Baréin          | 6  | 0   | 3  |

## Premios
| Individuales                      | Individuales                    |
| Distinción                        | Jugador                         |
| --------------------------------- | ------------------------------- |
| Balón de Oro (mejor jugador)      | Dejan Stanković Madjer Benjamin |
| Bota de Oro (goleador del torneo) | Dejan Stanković Madjer Buru     |
| Guante de Oro (mejor guardameta)  | Mao                             |
| Colectivos                        |                                 |
| Distinción                        | Equipo                          |
| Premio Fair Play                  | Japón Rusia                     |